# معهد بحوث التناسليات الحيوانية (مصر)
هو معهد بحثى تابع لمركز البحوث الزراعية التابع لوزارة الزراعة المصرية
يرجع تاريخ إنشاء معهد بحوث التناسليات الحيوانية لعام 1968 عندما أنشئ لمركز لفحص طلائق التلقيح الطبيعي والصناعي - بالإضافة إلي فحص العينات المرسلة من جميع مناطق مصر للتشخيص ضد الأمراض التناسلية وزارة الزراعة واستصلاح الأراضي.
لقد أثبتت التجارب نجاح التلقيح الصناعي عالميا مع التطبيق العملي عام 1935 وفي عام 1959 تم إنشاء أول مركز للتدريب بمصر، وفي عام 1960 تم إنشاء أول مركز للتلقيح الصناعي من خلال وزارة الزراعة ضمن الخطة القومية المستهدفة لامداد مراكز رعاية الحيوان بالسائل المنوي المجمد وفي عام 1968 تم إنشاء أول معمل لتشخيص الأمراض التناسلية وذلك من خلال مشروع منظمة الأغذية والزراعة العالمية FAO حيث نشأت الحاجة نتيجة لزيادة تعداد الحيوانات في المزارع الخاصة واستيراد اعداد كبيرة من السلالات الأجنبية إلي تقييم الأمراض التناسلية لما تسببه تلك الأمراض من مشاكل كبيرة مثل الإجهاض وقلة الخصوبة وبالتالي قلة النتاج مما يترتب عليه نقص في اللحوم المتوفرة للاستهلاك الآدمي.
ولهذا أصبح من الضروري إنشاء مركز فحص الطلائق عام 1968 لمواجهة المتطلبات المتلاحقة للمزارع الحكومية والخاصة إلي دجانب إجراء الأبحاث العلمية، وتم انضمام مركز فحوص الطلائق لمركز البحوث الزراعية كجزء مكمل لمعهد بحوث صحة الحيوان ثم استقل بذاته في عام 1982 كمعهد متخصص لرفع الكفاءة التناسلية والإنتاجية للذكور والإناث تحت مسمي معهد بحوث التناسليات الحيوانية والذي يقع في منطقة الأهرامات بالجيزة.

## الأهداف
مما لا شك فيه إن الحفاظ علي صحة الحيوان والعمل علي زيادة إنتاجيته يمثلان الركن الأساسي في الحفاظ علي الثروة الحيوانية بمصر وبالتالي في نمو الاقتصاد القومي أن الهدف الرئيسي لإنشاء معهد بحوث التناسليات الحيوانية يتمثل في:
- أولا: المساعدة في الحفاظ علي صحة الحيوان بحمايته من الأمراض التناسلية عن طريق ربط الدراسة بالتطبيق بما يخدم تنمية قطاع الثروة الحيوانية.
- ثانيا: المساعدة علي رفع الكفاءة التناسلية والإنتاجية لحيوان المزرعة عن طريق الأبحاث المعملية والحقلية.

## الإنجازات
- استخدام التكنولوجيا المتقدمة للتشخيص السريع للامراض التناسلية البكتيرية والفيروسية المسببة لانخفاض الخصوبة أو العقم والإجهاض.
- تطبيق تكنلوجيا تجميد السائل المنوي بالمزارع.
- اختزال الفترة بين ولادتينفي الأبقار والجاموس.
- وضع برامج للتحكم في التبويض للقضاء على مشكلة التفويت في الجاموس.
- استخدام منشطات المناعة النوعية والغير نوعية لحماية الحملان والعجول الرضيعة من الإصابة بالاسهالات والالتهابات الرئوية.
- الكشــف عـن متبقيـات الأدويـة البيـطرية فـي المنتجات الحيوانية.
- التحسين الكمي والنوعي للألبان في القطعان الحلابة عن طريق اختبار تنكات اللبن.
- استخدام تكنولوجيا الفحص بالموجات فوق الصوتية ومنظار البطن لتشخيص الحمل المبكر ومسببات التخلفات التناسلية في الماشية المصرية
- تطوير وسائل فحص رسائل السائل المنوي المستورد من الخارج لضمان خلوها من الأمراض التناسلية المعدية الوافدة لحماية الثروة الحيوانية.
- تنفيذ القوافل البيطرية الإرشـادية المجانية في ربوع القرى المصرية.
- تدريب شباب الدارسين والخريجين والمربين ومرشدي الإنتاج الحيواني في مجال الرعاية التناسلية والتلقيح الاصطناعي.

## الأقسام

### بحوث التلقيح الاصطناعى ونقل الاجنة
أنشئ قسم لحوث التلقيح الأصطناعي ونقل الجنة عام 1974 تحت رئاسة السيد الأستاذالدكتور/ أحمد محمد حسن رخا وفي 1984 تم بعد ذلك إشراف السيد الأستاذ الدكتور/ عبد العال عبد الرحمن الشهيدي على القسم وحتة وفاته سنة 1986 ومن 1986 وحتى 1991 أشرف على القسم السادة أ.د. عبد السلام إبراهيم العزب، أ.د. محي عبد الله فرج ثم أ.د.محمود صبري توفيق تم إصدار قرار سنة 1991 بتعيين السيد أ.د. عاطف عبد المنصف رئيساً للقسم ثم تم تعيين السيد ا.د. جرجس عبد الملاك رئيسللقسم عام1996وحتى 2002حيث تم تعيين السيد ا.د. ماجد أحمد فؤاد الشلتاوي رئيساً للقسم ثم أ.د. جمال مصطفى درويش الآن عام 2005 ولقد أهتم القسم منذ إنشاؤه بحل مشاكل التلقيح الأصطناعي في الجاموس حيث تبني خطة بحثية تهدف إلى دراسة أفضل الوسائل لمعاملة وانتخاب الطلوقة الجاموسي ثم بعد ذلك العوامل المؤثرة على إنتاجية السائل المنوي وبعد ذلك ثم تصميم مخففات وأساليب لتجميد السائل المنوي الجاموسي هذا ولقد أهتم القسم بعد ذلك بتطبيق هذه الإنجازات العلمية في الحقل وتحت ظروف البيئة المصرية وحل مشاكل تصنيع السائل المنوي للكباش البرقي والماعز الزرابي وذلك النوعان من الكباش يتنقلوا في البيئة الصحراوية ويتحملوا العطش وقلة الغذاء في الصحراء. 
- وفي 1998 تم إنشاء وحدة الإخصاب المعملي خارج الرحم ونقل الأجنة حيث يعمل القسم حالياً في حل مشاكل تطبيق الإخصاب خارج الرحم ونقل الأجنة في الجاموس والجمال.

وفي هذا الصدد يتعاون القسم مع جميع المعاهد البحثية وكليات الطب البيطري والبشري لحل المشاكل المتعلة بالتلقيح الأصطناعي ونقل الأجنة.
أهداف القسم:
- تقييم السائل المنوي للطلائق لاختيار احسنها.
- دراسة الظروف البيئية المختلفة والعوامل التي تؤثر علي تجميد السائل المنوي.
- تعزيز الأبحاث في مجال تكنولوجيا نقل الأجنة.
- استخدام التكنولوجيا الحديثة فنتخاب الطلائق المستخدمة في التلقيح الأصطناعي والطبيعي لحيوانات المزرعة.
- استحداث دوال جديدة لانتخاب الطلائق.
- تطوير طرق تجميد السائ المنوي المجمد للجاموس والأغنام والماعز والخيول.
- حل المشاكل المتعلقة بتطبيق التلقيح الصناعي في حيوانات المزرعة تحت ظروف البيئة المصرية.
- دراسة المشاكل المتعلقة بتربية الطلائق المستخدمة في التلقيح الاصطناعي وحلها.
- تطبيق تكنولوجيا الإخصاب خارج الرحم ونقل الأجنة في حيوانات المزرعة.

### بحوث الضرع والنتاج
- دراسة العوامل المسببة لالتهاب الضرع وعدم كفائته وتشخيص حالات التهاب الضرع الظاهري والغير ظاهري باستخدام التقنيات الحديثة للسيطرة عليها بهدف زيادة إنتاجية مزارع الألبان.
- دراسة العلاقة بين أمراض النتاج وزيادة نسبة النفوق باستخدام التقنيات للتشخيص بهدف السيطرة علي أمراض العجول الصغيرة.
- تحسين انتاجية الحيوانات الحلابة ونوعية الألبان المنتجة من حيث عدد الخلايا الجسيمية والعد البكتيري ومكونات اللبن.
- تكوير وتحديث الطرق لتشخيص امراض الضرع.
- تكوير طرق الوقاية والعلاج لالتهاب الضرع في الحيوانات الحلابة والجافة وزيادة المناعة النوعية والغير نوعية.
- وضع البرامج الوقائية ضد أمراض النتاج وزيادة المناعة النوعية والغير نوعية للحيوانات المولودة حديثة.
- التوسع في إنتاج المواد التشخيصية السريعة لمسببات الأمراض في الحيوانات المولودة حديثا.

### بحوث الفحوص الحقلية
- تطبيق التقنيات الحديثة لرفع الكفاءة التناسلية لحيوانات المزرعة من خلال التشخيص الحقلي وتقديم العلاجات المناسبة لمشاكل العقم وقلة الخصوبة.
- تصميم البرامج الحقلية وانتخاب الطلائق المستخدمة في اعراض التلقيح الاصطناعي والطبيعي.
- تشخيص الحمل وكذلك المشاكل التناسلية مثل الشياع المتكرر وتكرار التلقيح الصناعي.

### بحوث امراض التناسلية
- تشخيص الأمراض التناسلية المسببة لقلة الخصوبة والكفاءة التناسلية والإجهاض باستخدام احدث التقنيات خاصة أمراض البروسيلا والتريكوموناس الجنيني والكامبيلوباكتر والميكوبلازما واللبتوسبيرا والتكسوبلازما والكلاميديا والأمراض الفيروسية.
- التعاون مع الهيئة العام للخدمات البيطرية لتطبيق البرامج المثلي للسيطرة علي الأمراض التناسلية في المزارع الحكومية والخاصة من خلال التحصينات النوعية والعلاج.

### بحوث باثولوجيا التكاثر
- دراسة تأثير الأمراض التناسلية علي الجهاز التناسلي الذكري والأنثوي.
- تشخيص مشاكل العقم من خلال الدراسة الباثولوجية للجهاز التناسلي مع الفحص الدوري لبطانة الرحم.

### بحوث بيولوجيا التكاثر
انشئ القسم عام 1983 مع إنشاء المعهد وبه ثلاثة وحدات 
- فسيولوجيا التكاثر.
- بحوث الهرمونات.
- الكيمياء الحيوية والنقص الغذائي واضيفت وحدة للمستحضرات البيولوجيا حديثا بهدف رفع الكفاءة التناسلية للحيوانات المزرعة.

يهدف القسم إلى تحسين وتطوير طرق التشخيص والعلاج للتخلفات التناسلية والعقم في حيوانات المزرعة
تحضير واستخلاص بعض المركبات الحيوية والهرمونات العلاجية والتشخيصية من مصادر طبيعية متاحة للاستخدام الحقلي في التدريب والإرشاد في مجال بيولوجيا التكاثر.

### وحدة التكنولوجيا الحيوية
- تطبيق استخدام اختبارات البيولوجيا الجزيئية مثل اختبار انتجين الحامض النووي DNA + PCR واختبار السلسلة المتبلمرة في تشخيص مسببات الأمراض المسببة للإجهاض وضعف الخصوبة في حيوانات المزرعة وذلك لتحسين الاختبارت المعملية التي تستخدم حاليا في تشخيص مسببات الأمراض التناسلية مثل البروسيلا والكامبيلوباكتر والتريكوموناس واللبتوسبيرا والميكوبلازما والكلاميديا وفيروس الاسهال البقري المعدي وفيروس التهاب الأنف والقصبة الهوائية البقري المعدي.

### وحدة الكشف بالموجات فوق الصوتية
- تعتبر الموجات فوق الصوتية وسيلة تشخيصية ذات أهمية متزايدة في المجال البيطري ونجاح تطبيقه في الكشف علي الأجهزة التناسلية بدأ المعهد في إنشاء هذه الوحدة لتقديم الخدمات التشخيصية علي مستوي المزارع المختلفة وهي مجهزة بجهاز متعدد الأغراض وذو فاعلية عالية المستوي.
- تقوم الوحدة إلي جانب تشخيص الحمل المبكر الي الفحص الدقيق للجهاز التناسلي الأنثوي والأعضاء التناسلية الذكرية وكذلك ضرع الأبقار والجاموس حيث يتم التشخيص السريع والدقيق لأنسجة الضرع.
- استخدام الموجات الفوق صوتية لتشخيص الحمل المبكر تشخيصا دقيقا وكذلك المشاكل التناسلية أثناء الشياع المتكرر أو تكرار التلقيح الاصطناعي.

### وحدة المناعة الحيوية والدوائية
- إن الهدف الرئيسي لإنشاء تلك الوحدة هو تقييم رد الفعل المناعي خلال الاضطرابات التناسلية حيث تعتبر المناعة فرعا متخصصا يطبق في مجالات كثيرة وقد تم انجاز العديد من الأبحاث في ذلك المجال علي أيدي الفريق البحثي والمدرب علي أعلي مستوي.
- يعتبر من أحد الأهداف الرئيسية لإنشاء تلك الوحدة دراسة المناعة الخلوية ونشاط الخلايا البلاعمية وقدرتها علي نقل الميكروب المهاجم كما تهدف أيضا إلي تحديد وقياس الأجسام المناعية ضد الإصابة الميكروبية الرحمية بالإضافة لاستقصاء دور المضادات الحيوية للحيوان المنوي في تقييم الكفاءة التناسلية في ذكور وإناث الحيوانات بالإضافة إلي الكشف عن تأثير الأدوية علي الجهاز المناعي للحيوان.